# Мундог
Moondog (англ. Moondog, настоящее имя — Луис Томас Хардин, 26 мая 1916, Мэрисвилл, Канзас — 8 сентября 1999, Мюнстер, Северный Рейн-Вестфалия) — слепой американский музыкант, композитор и поэт; изобретатель нескольких музыкальных инструментов.

## Биография

### Детство
Родился в городке Мэрисвилл, штат Канзас, в семье последователей епископальной церкви.
Когда Хардин был ещё маленьким, семья переезжает в Форт Бриджер, штат Вайоминг, чтобы заняться торговлей. Мальчик рано начал проявлять интерес к музыке; учась в одной из школ, он играет на барабанах. В детстве присутствовал (с отцом) на магической церемонии племени арапахо, играл на тамтаме. С этого времени интересовался необычными музыкальными инструментами.
4 июля 1932 года в возрасте 16 лет, проживая на родительской ферме, в результате несчастного случая с динамитной шашкой Хардин потерял зрение.
После этого будущий музыкант изучал основы музыки в различных школах для слепых учеников. Вплоть до 1942 года живёт в городе Бейтсвилл, штат Арканзас. Получил стипендию на обучение музыке в Мемфисе, штат Теннесси.

### Нью-йоркский период
В 1943 году Хардин переезжает в Нью-Йорк, где встречается с такими светилами классической музыки как Леонард Бернстайн и Артуро Тосканини, а также с такими известными джазовыми музыкантами как Чарли Паркер и Бенни Гудмен.
С 1943 по 1974 годы Мундог ведёт жизнь уличного музыканта. Большую часть этого времени он живёт на улицах. При этом он не был бродягой и имел квартиру на Манхэттене.
Обычно он исполнял свои композиции, а также читал стихи, на углу 53-й улицы и 6-й авеню на Манхэттене.
Помимо своей музыки Мундог был также известен из-за необычной внешности. Он носил длинный плащ, длинные волосы и рогатый шлем на голове. Это было связано с тем, что его часто сравнивали с Христом, а Луис Хардин относился к христианству отрицательно. Поэтому он решил одеться так, чтобы не вызывать никаких ассоциаций с Христом. Он самостоятельно изготовил костюм по мотивам скандинавской мифологии. Из-за этого образа Хардина часто называли «викинг с 6-й авеню».
Псевдоним Moondog («Лунный пёс») Хардин взял себе в 1947 году. По его словам, он взял его в честь «пса, вывшего на Луну больше, чем любой другой пёс».
В январе 1950 года владелец звукозаписывающей компании SMC, чей офис находился неподалёку от 5-й авеню, обратил внимание на странного музыканта. Его музыка понравилась бизнесмену, и он пригласил Хардина сделать запись. Впоследствии из этих записей были скомпонованы несколько альбомов, самые известные — «Moondog» (1969) и «Moondog 2» (1971).
В 1954 году диск-жокей Алан Фрид использовал композицию Мундога без ведома автора. Мундог подал на него в суд и выиграл дело. Это привлекло внимание к его творчеству.

### Немецкий период
Хардин всю жизнь чрезвычайно идеализировал Германию. Он называл её «Святой Землёй со священной рекой» (Рейном) и всегда мечтал перебраться туда.
Он осуществил свою мечту в 1974 году. В этом ему помогла немецкая студентка Илона Зоммер (Ilona Sommer). Он жил в Вестфалии, сперва в Ор-Эркеншвике, а затем в Мюнстере, вместе с семьёй Илоны. В этот период жизни музыкант создаёт сотни композиций, которые были переведены из шрифта Брайля на ноты Илоной Зоммер.
В Германии Мундог прожил до конца жизни.

### Гастроли
Мундог много ездил как по Америке, так и по Европе, выступал во Франции, Швеции и Германии.
В 1989-м он вновь посетил США по приглашению Филипа Гласса. Последний предложил ему возможность выступить в качестве дирижёра Бруклинского филармонического камерного оркестра на фестивале New Music America. Выступление было успешным и вызвало большой интерес. Однако Хардин не остался в США и вернулся в Германию.

### Смерть
Хардин скончался 8-го сентября 1999 года. Ему было 83 года.

### Наследие
Внимание к наследию Мундога привлекли американские композиторы-минималисты (Филип Гласс и другие), считавшие Мундога одним из своих предшественников.
Во Франции его популяризовал джазовый саксофонист Сильвэн Риффле (Sylvain Rifflet), исполняющий его музыку на джаз-фестивалях.
Несмотря на большой интерес, вызванный музыкой Мундога, его музыкальное наследие, записанное шрифтом Брайля, далеко не полностью расшифровано.

## Дискография

### Альбомы
- 1953 Moondog and His Friends, Epic Records
- 1956 Moondog, Prestige Records
- 1956 More Moondog, Prestige Records
- 1957 The Story of Moondog, Prestige Records
- 1969 Moondog (отличается от релиза 1956 года), Columbia Masterworks Records
- 1971 Moondog 2, Columbia Masterworks Records
- 1977 Moondog in Europe, Kopf
- 1978 H’art Songs, Kopf
- 1978 Moondog: Instrumental Music by Louis Hardin, Musical Heritage Society
- 1979 A New Sound of an Old Instrument, Kopf
- 1981 Facets, Managarm
- 1986 Bracelli, Kakaphone
- 1992 Elpmas, Kopf
- 1994 Sax Pax for a Sax with the London Saxophonic, Kopf/Atlantic Records
- 1995 Big Band, Trimba
- 2005 Bracelli und Moondog, Laska Records

## Музыкальные инструменты
Moondog известен как изобретатель нескольких музыкальных инструментов. Наиболее известный из них — «тримба», представляющий собой треугольный ударный инструмент; изобретён Хардином в конце 1940-х годов. Другие инструменты — небольшая треугольная арфа, известная как «у» или «у-я-цу», а также «хюс» — треугольный струнный инструмент.